# Quirinus
Quirinus er en romersk gud, og han blev i republikansk tid identificeret som den guddommelige inkarnation af Roms grundlægger, Romulus. Navnet kommer måske af det sabinske ord for spyd (quiris), og derfor formodes det at Quirinus oprindeligt var en sabinsk krigsgud, der er gledet ind i det romerske pantheon, da sabinerne blev assimileret i den romerske befolkning. Dyrkelsen af Quirinus havde i republikansk tid stærke bånd til forfædrekulten.
Hovedtemplet for Quirinius lå på Quirinalhøjen, hvor sabinerne oprindeligt stammede fra, og præsterne, der administrerede hans kult blev kaldt Flamen Quirinalis. Hans årlige fest var Quirinalia, og den blev fejret den 17. februar.
Quirinus var fra den tidligste periode af Roms historie en del af den såkaldte Kapitolinske triade, som delte et tempel på Kapitol, og den bestod i kongetiden af Jupiter, Mars og Quirinus.

## Oprindelse
Navnets betydning er usikker, ifølge Dionysios af Halikarnassos stammer det fra det sabinske ord for spyd (quiris), og Roms borgere brugte også ordet quirites (spydbærer) som en ærestitel for sig selv. En anden betydning af quirites kan dog være co-viri (sammen-mænd). Pga. gudens tilhørsforhold til Quirinalhøjen antages det at Quirinus oprindelig var en sabinsk guddom, og at navnets betydning viser at han oprindelig var en krigsgud.

## Historisk tid
Quirinus blev formodentligt pga. navnesammenfald associeret med det romerske folk (quirites), og senere med Romulus, den legendariske grundlægger af byen. Han blev derfor en personifikation af Roms borgere og de dyder, som de tillagde sig selv, og kan derved opfattes som gud for Roms borgere, når de optrådte eller havde optrådt i offentlige sammenhænge.
I kunsten blev han portrætteret som en skægget mand med religiøs og militær påklædning.